# コモンウェルス戦争墓地委員会
コモンウェルス戦争墓地委員会（コモンウェルスせんそうぼちいいんかい、英: Commonwealth War Graves Commission, CWGC）とは、第一次世界大戦および第二次世界大戦においてイギリス連邦加盟国の軍役に就いた戦死者の墓地および記念碑に関する記録および管理を目的に、イギリス、インド、オーストラリア、カナダ、ニュージーランド、南アフリカの6か国で構成される政府間組織である。委員会は、第二次世界大戦において、戦没したコモンウェルス（イギリス連邦）諸国の民間人の追悼も行っている。

## 概要
委員会は、フェビアン・ウェアーによって設立され、1917年、国王の勅許によって法人格を得た、帝国戦争墓地委員会 (Imperial War Graves Commission, IWGC) を前身としており、1960年に、帝国戦争墓地委員会は現在の名に改称された。
戦没者の氏名や所属等は、原則として、墓石または記念碑に記銘され、その埋葬が登録されているため、委員会は、その責務の一環として、すべてのコモンウェルス諸国の戦没者を個別的かつ平等に追悼を行っている。そのため、戦没者の生前の身分、信条、人種、軍事上の階級に関わりなく、平等かつ一律に弔われている。
委員会は、現在、コモンウェルス諸国において軍役に従事した、世界150か国約169万人の戦死者の追悼、埋葬された戦争墓地および記念碑の維持管理を行っている。設立以来、委員会は約2500か所の戦争墓地および記念碑を建立し、その管理に当たっているほか、委員会は、戦没者が埋葬された2万か所以上の個別の墓地、世界200か国にある記念碑の修繕や管理を担っている。また、委員会は関係する政府機関との取り決めに基づき、コモンウェルス諸国の戦死者の追悼に併せ、約4万人以上のコモンウェルス諸国以外の国家における戦没者が埋葬された戦争墓地、および、戦争以外によって亡くなった約2万5000人の軍人墓地や民間人墓地の維持管理を行っている。
コモンウェルス戦争墓地委員会の財政は、イギリス、インド、オーストラリア、カナダ、ニュージーランド、南アフリカの6か国の加盟国の財政支援によって賄われており、現在の委員会会長は、イギリスのケント公爵エドワード王子である。

## 歴史

### 第一次世界大戦

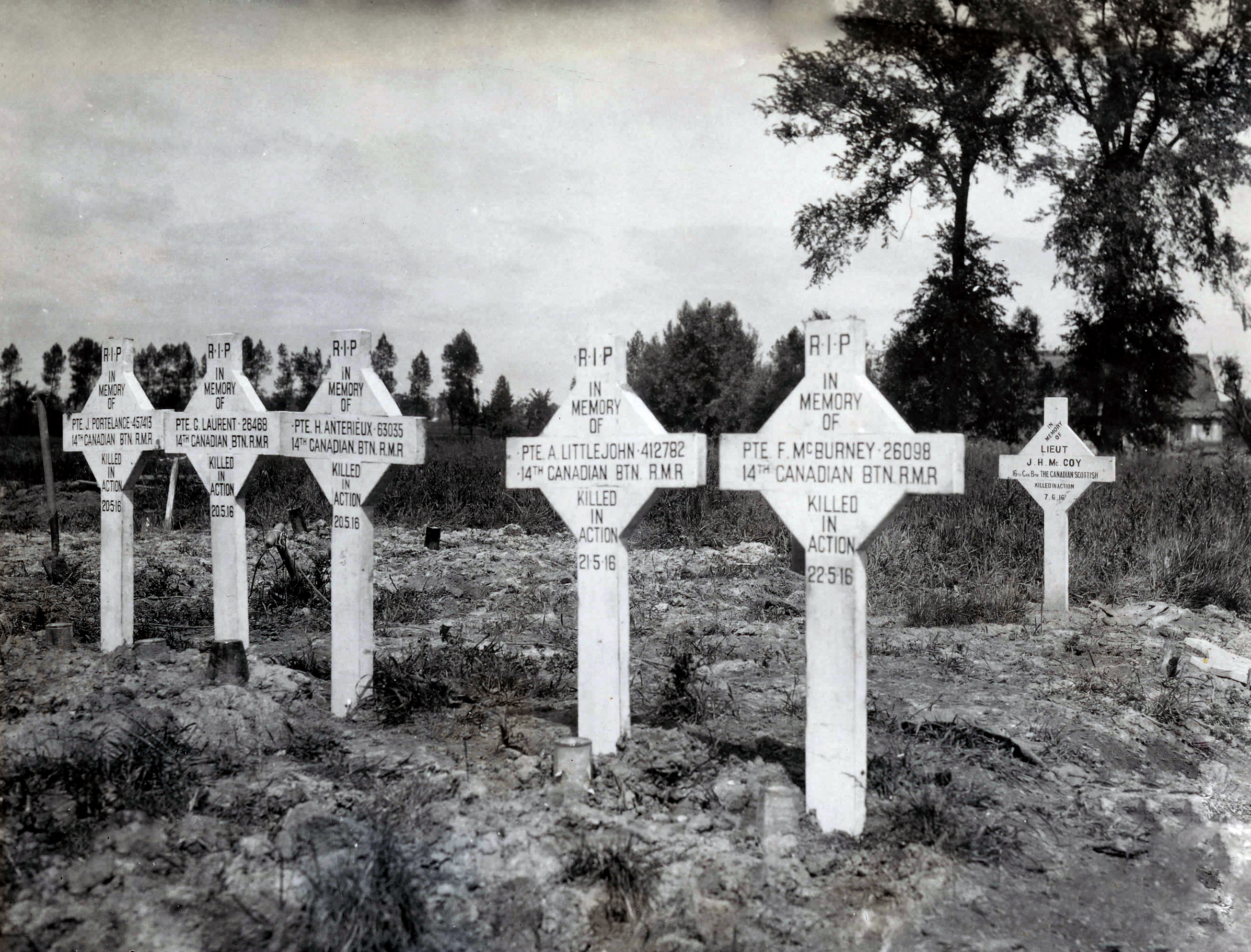
ベルギー、イーペル近郊にあるカナダ人兵士が埋葬された墓地

後に帝国戦争墓地委員会を設立するフェビアン・ウェアーは、鉱物資源の取引を行っていたリオ・ティントの重役を務めていたが、1914年、彼が45歳のとき、第一次世界大戦が勃発した。フェビアンはイギリス陸軍に志願兵として入営することを希望したが、高齢であることを理由として、軍当局から入営を拒否された。その後、フェビアンは当時のリオ・ティントの会長であるアルフレッド・ミルナーの縁故を頼り、英国赤十字社の機動救急班の指揮官となった。1914年9月、フランスに到着したフェビアンは、戦死者の埋葬に際して墓標を作成、管理する公的な組織が存在しないことに衝撃を受け、赤十字にその役割を担う部局を設置した。1915年、フェビアンの活動は、イギリス帝国戦争局 (Imperial War Office) によって政府内に知られるところとなり、その組織は、墓地登録委員会 (Graves Registration Commission) と改称され、業務がイギリス陸軍に移管された。墓地登録委員会は1915年10月までに3万1000か所以上、翌1916年5月までに5万か所の戦没者が埋葬された墓地を登録した。

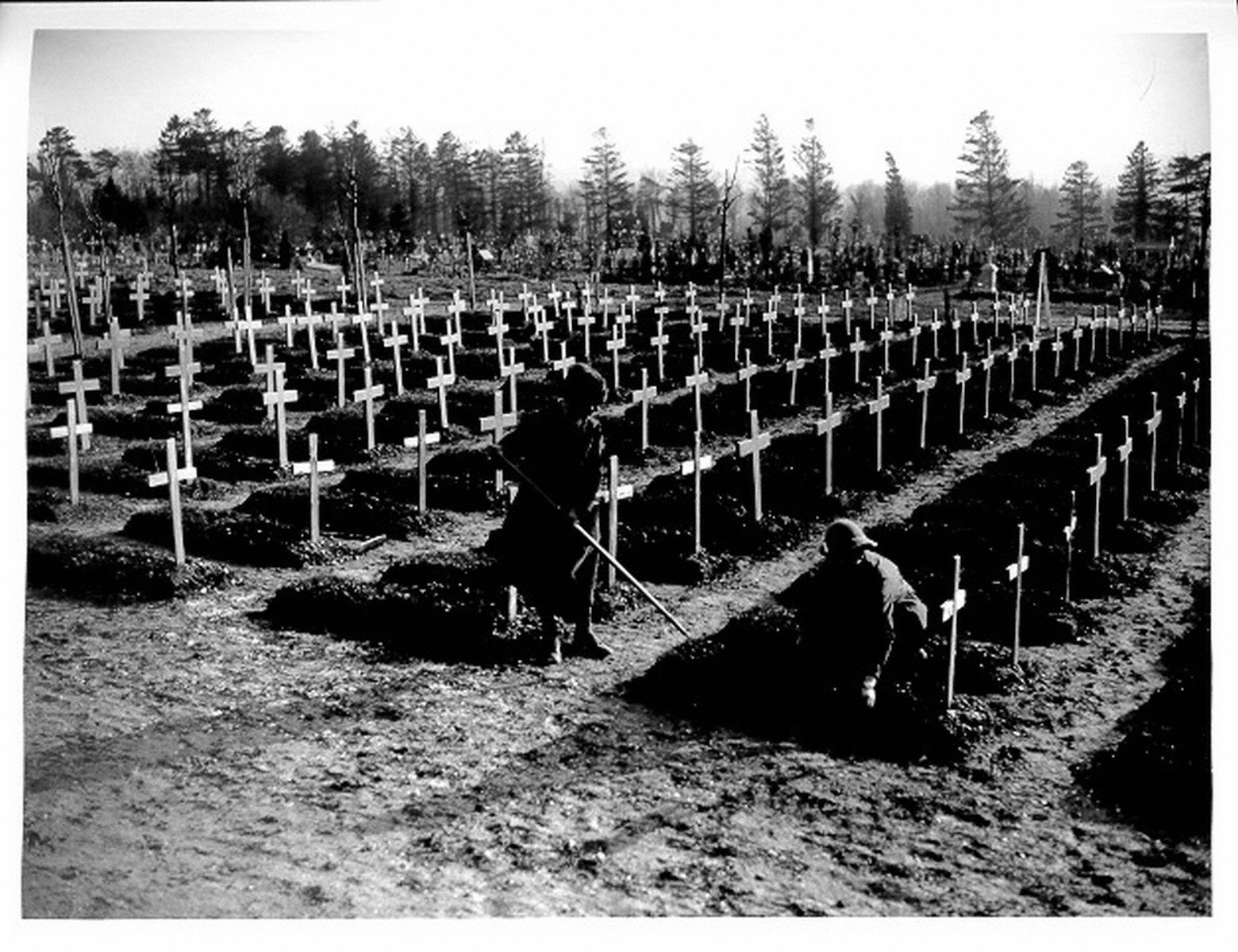
フランス、ソンム県、アブヴィルにあるイギリス人兵士が埋葬された墓地にて、英国陸軍女性部隊 (Women's Royal Army Corps) による作業の様子

墓地登録業務に関する報告は公知となり、委員会は、戦死した軍人の遺族から調査の手紙が送付され、墓地写真の提供が依頼されるようになった。1915年3月、委員会は赤十字の支援を受け、依頼者の求めに応じ、墓地写真や墓地の所在についての情報を発信することになった。1916年4月、従来の墓地登録に加え、戦死者の遺族からの照会に対する報告が行われ、業務範囲が拡大したことを理由として、墓地登録委員会は墓地登録調査理事会 (Directorate of Graves Registration and Enquiries) に改組された。理事会の業務は、西部戦線を超え、ギリシャ、エジプト、メソポタミアなどの他の戦線にも及んだ。

### 公的機関として

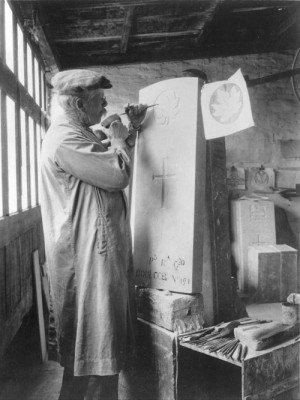
手作業により彫られた墓石

大戦期間、フェビアンとその関係者らは、第一次世界大戦の終戦後における墓地の今後について思慮を深めていた。1916年1月、イギリス陸軍の提案を受け、イギリス政府は、兵士墓地管理委員会 (National Committee for the Care of Soldiers Graves) の会長にエドワード王太子を任命し、王太子はこれを受諾した 。
兵士墓地管理委員会は、大戦後において、墓地登録調査理事会の業務の引き継ぎを担うために設立されたといわれている。このとき、イギリス政府は、政府内の部局ではなく特別に設置された機関に、戦争墓地の維持管理および戦没者の登録業務を担当させるほうがより好ましいと判断していた。
1917年初頭までに、委員会の委員は、墓地の管理の目的に照らし、その組織の性格を公的機関に類するものとみなすようになっていた。1917年、エドワード王太子（後のエドワード8世）の助力を得たフェビアンは、ロイド・ジョージ戦時内閣に対し、戦争墓地の管理業務を行う主体を、国王の勅許の下に構成される帝国の機関とすべきであるという覚書を提出した。1917年5月21日、先の提案が受け入れられ、エドワード王太子を会長、エドワード・スタンリーを議長、フェビアン・ウェアーを副議長とする人事が行われ、帝国戦争墓地委員会が発足した。
委員会の事業が本格的に始まったのは第一次世界大戦の終結後である。集団墓地や記念碑建設のための土地が確保されると、戦没者の氏名、所属等の詳細についての調査作業が始まることになった。1918年までに、58万7000か所の墓所に埋葬された戦没者が識別され、55万9000名の身元不明の戦没者が無名墓地に登録された。大英博物館館長を務めるフレデリック・ケニオンが統括する委員会は、1918年11月、将来の集団墓地の発展に関する報告を提出した。この報告に関する重要な提言として、以下の2点が挙げられる。

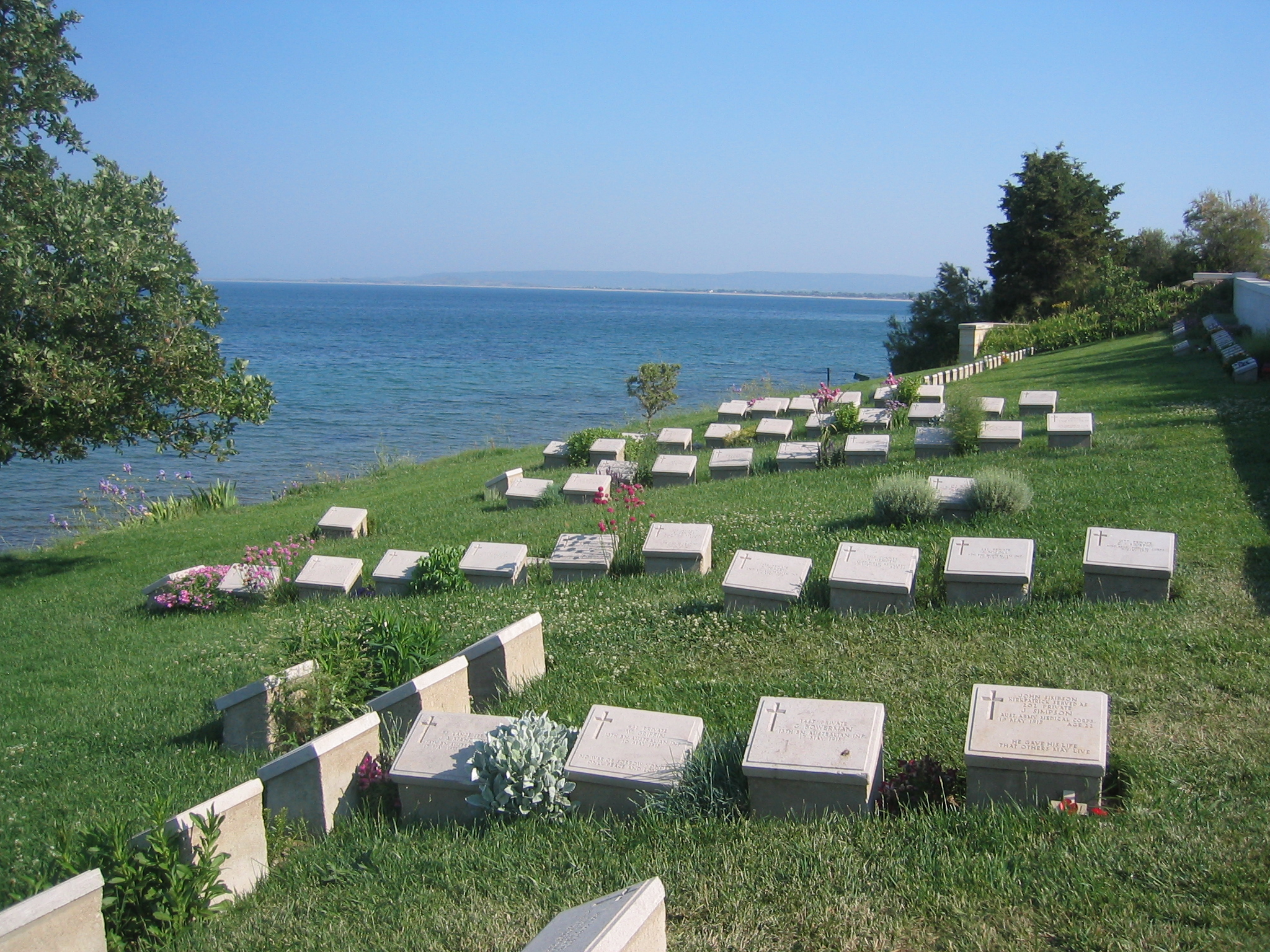
トルコ、ガリポリ半島のアンザック湾 (ANZAC Cove) 近辺にある海浜墓地

1. 遺体の本国送還の原則禁止
2. 遺体の差別的取扱いを回避するための統一された記念碑の使用
この理由として、多くの遺体を本国に持ち帰ることの実際上の困難性と、特定の遺体の本国送還の実施は、地位または階級に関係なく育まれた同胞精神と対立する可能性があったことが挙げられる。これらの問題は公衆に少なからぬ議論を提供することになり、1920年5月4日のイギリス議会の討論会においても大きな争点となったものの、最終的に、ケニオンの提案は受け入れられた。

### 初の集団墓地の建造
当時、著名な建築家として知られたハーバート・ベイカー、レギナルド・ブロムフィールド、エドウィン・ラッチェンスの3名に、集団墓地と記念碑の設計が委託された。ケニオンによって概説された指針に基づき、フランス共和国セーヌ＝マリティーム県ル・テレポール、ソンム県フォルスヴィル、ルヴァンクールに一時的な集団墓地を建設することを委員会は決定した。この中で、フォルスヴィルにあるフォルスヴィル共同墓地には、イギリスの園芸家ガートルード・ジーキルが造営した庭園、ブロムフィールドの設計した犠牲の十字架、ラッチェンの設計による追憶の石碑が設けられ、壁に囲われた集団墓地に整然と配置された墓石が置かれた。その後、幾度かの改良を経て、フォルスヴィルはその後の委員会の墓地建造計画の見本とされた。

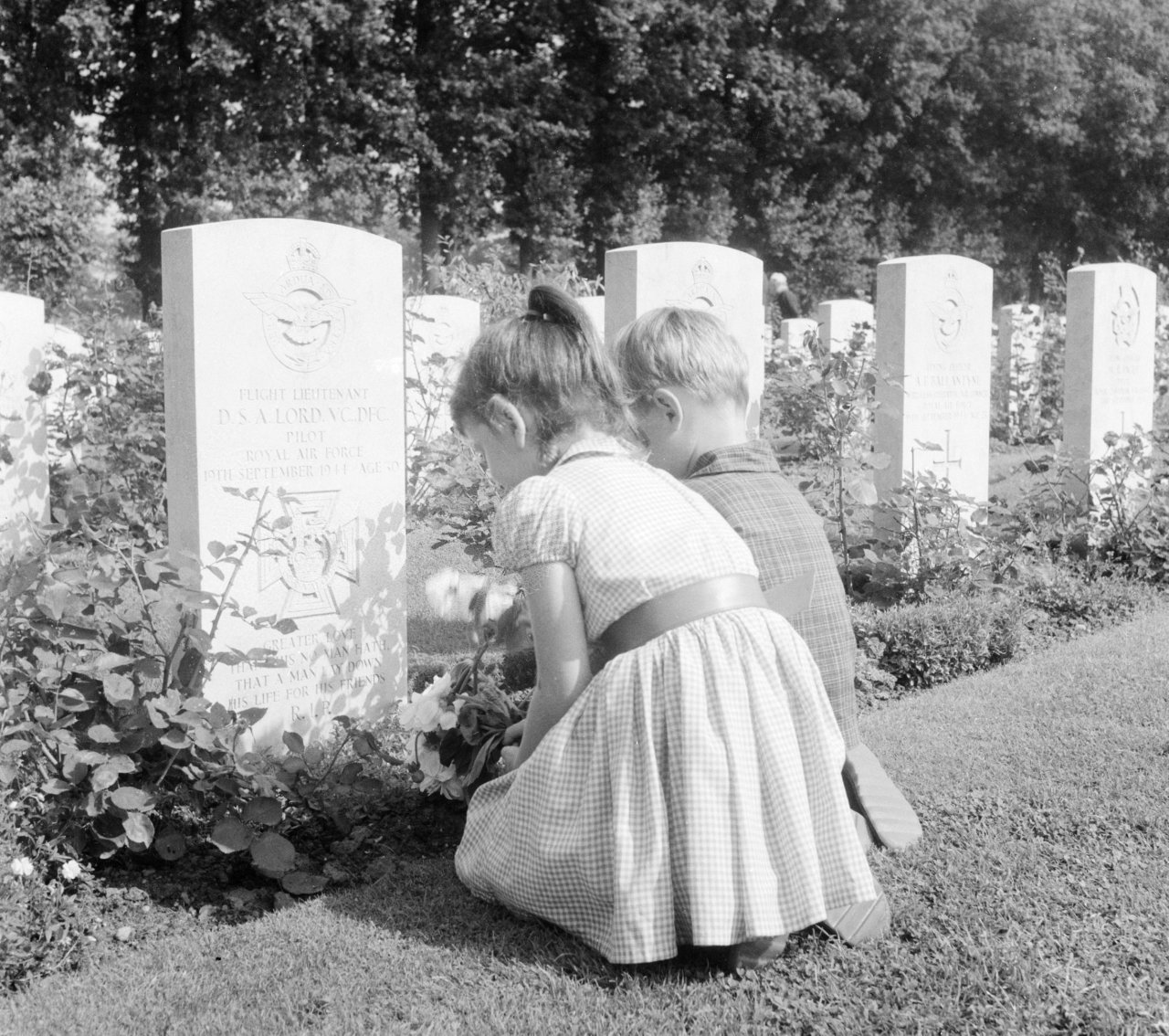
オランダ、アーネム近郊のオースターベーグにある墓地にて、アーネムの戦いで亡くなった兵士を追悼するため墓石に花を捧げる子供たち

1919年末、委員会の年間支出は7500ポンドであったが、翌1920年は、集団墓地や記念碑の建造が増加したため、25万ポンドと約30倍まで増加した。1923年には、毎週約4000基の墓石がフランスに輸送され、1927年、集団墓地および記念碑の大部分の建築が完成し、500か所の集団墓地、40万基の墓石、および1000基の犠牲の十字架が建造された。集団墓地および記念碑の建造計画の他に、小規模の集団墓地や墓所を大規模墓地に集約する計画があり、戦間期の1938年にその計画が完了した。

### 戦争墓地建造計画に参加した建築家と彫刻家
フランス、ベルギーにおける戦争墓地および記念碑の設計や建築において、主要な役割を果たしたハーバート・ベイカー、レギナルド・ブロムフィールド、エドウィン・ラッチェンスらの活躍に比肩する業績を持つ建築家が存在する。そのうちの一人が、スコットランド人建築家であるロバート・ロリマーであり、ロリマーはパレスチナやガリポリにおいて活躍した。また、メソポタミアを中心に活躍した建築家として、イギリス人建築家のエドワード・プリアロー・ウォーレンが知られている。1943年、イギリス人建築家のエドワード・モーフェが委員会の主任設計士に任命され、その後25年間、委員会管轄の戦争墓地および記念碑の設計の仕事に従事した。
前述した主任建築家のほかに、彼らとチームを組む協力者として、実際の墓地および記念碑の設計に携わった建築家の責任ある働きがあった。彼らは年齢が若く、その多くは従軍経験があった。以下、代表的な人物を記述する。

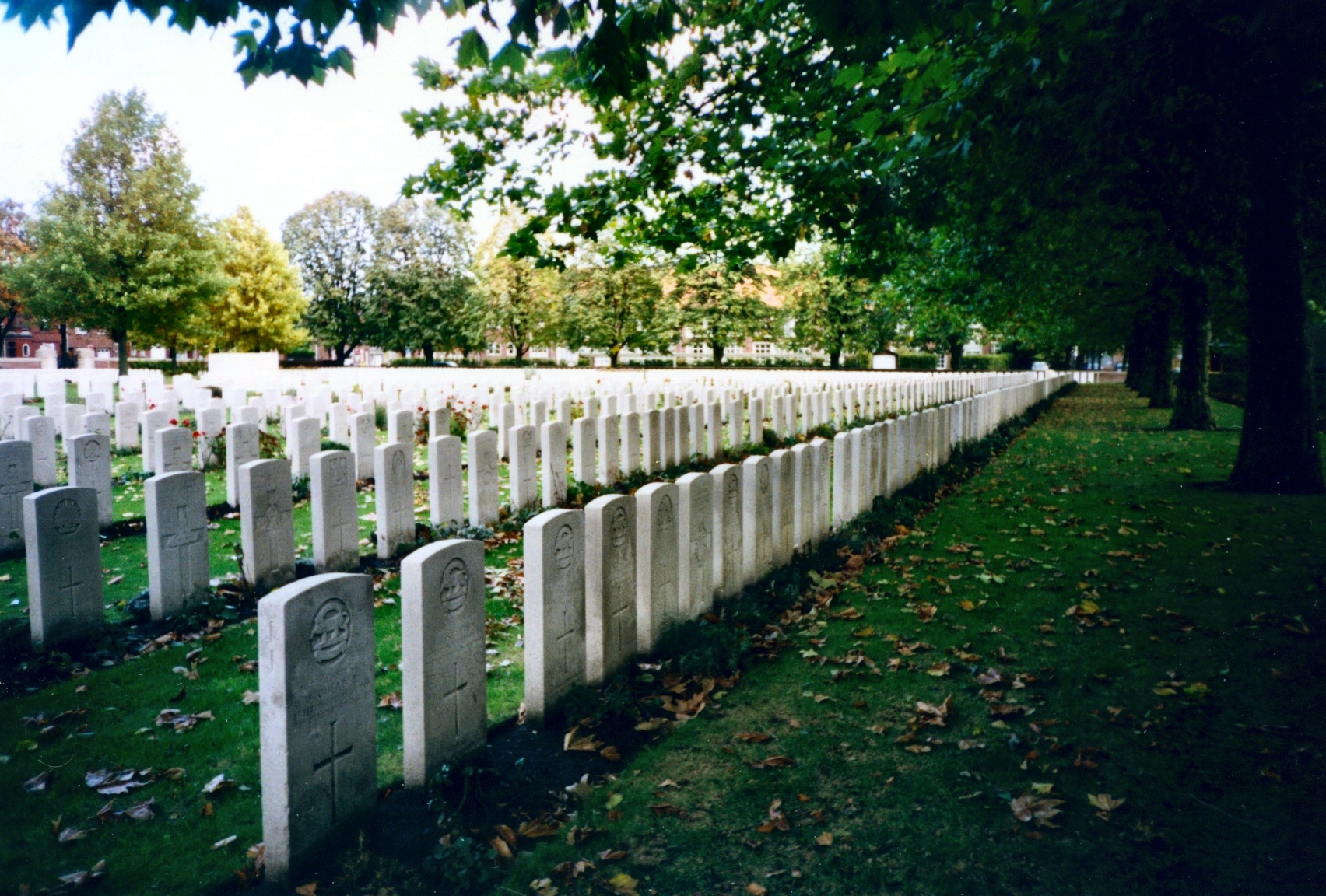
レギナルド・ブロムフィールドによって設計されたイーペル・リザボア戦争墓地

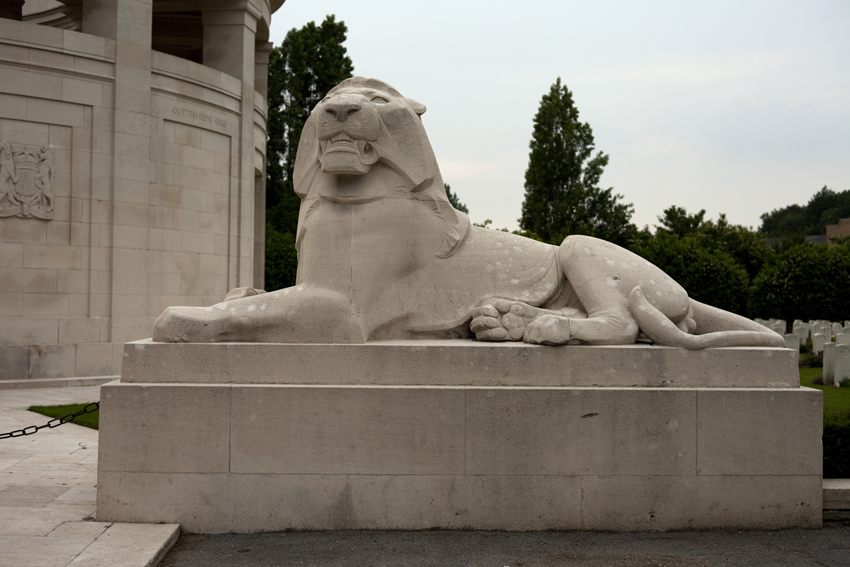
ギルバート・レッドワードによって彫像されたライオン像（ベルギー、エノー州、コミーヌ＝ヴァルヌトン、バークス戦争墓地）

- ジョージ・エッセルモント・ゴードン・リース (George Esselmont Gordon Leith)  南アフリカ共和国
- ウィルフレッド・クレメント・フォン・ベルク (Wilfred Clement von Berg)  イギリス
- チャールズ・ヘンリー・ホールデン (Charles Henry Holden)  イギリス
- ウィリアム・ハリソン・カウリッショー (William Harrison Cowlishaw)  イギリス
- ウィリアム・ブライス・ビニー (William Bryce Binnie)  スコットランド
- ジョージ・ハートレー・ゴールドスミス (George Hartley Goldsmith)  イングランド
- フランク・ヒギンソン (Frank Higginson)
- アーサー・ジェームス・スコット・ハットン (Arthur James Scott Hutton)  スコットランド
- ノエル・アクロイド・ルー (Noel Ackroyd Rew)
- ジョン・レジナルド・トゥルーラブ (John Reginald Truelove)  イングランド

- ハロルド・シャルトン・ブラッドショー (Harold Chalton Bradshaw)  イングランド
- ソーレイ・ニコル (Sawley Nicol)
- バーナー・オーウェン・リース (Verner Owen Rees)
- ゴードン・H・ホルト (Gordon H. Holt)
- ヘンリー・フィリップ・カート・ド・ラフォンテーン (Henry Philip Cart de Lafontaine)  スイス

第一次世界大戦後の戦争墓地および記念碑の彫像を担当した彫刻家として、下記の人物が挙げられる。
- エリック・ヘンリ・ケニントン (Eric Henri Kennington)  イングランド
- チャールズ・トーマス・ウィーラー (Charles Thomas Wheeler)  イギリス
- ウィリアム・リード・ディック (William Reid Dick)  スコットランド
- ギルバート・レッドワード (Gilbert Ledward)  イングランド
- アーネスト・ギリック (Ernest Gillick)  イギリス
- ベイジル・ゴットー (Basil Gotto)
- チャールズ・サージャント・ジャガー (Charles Sargeant Jagger)  イギリス
- アルフレッド・ターナー (Alfred Turner)  イングランド
- ローレンス・A・ターナー (Laurence A. Turner)

### 第二次世界大戦

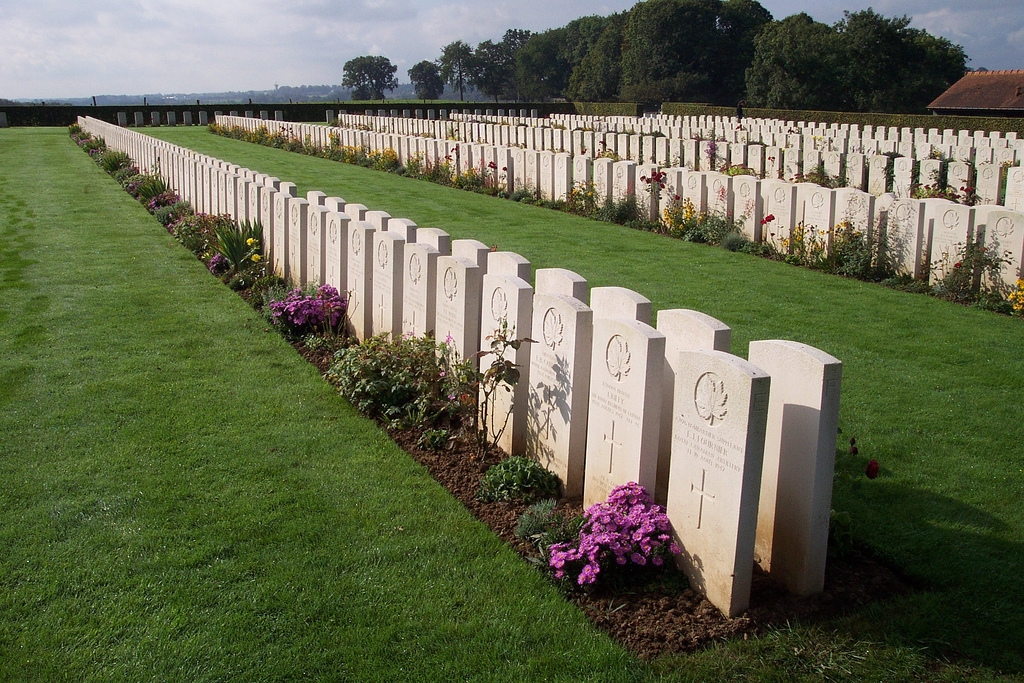
第二次世界大戦における戦没者が埋葬された最初の戦争墓地、ディエップカナダ軍戦争墓地

第二次世界大戦が勃発した1939年当初から、委員会は戦没者の墓地登録を管轄する組織を有していた。第一次世界大戦と比して、戦争による民間人犠牲者の数が増加していることに直面したウィンストン・チャーチル首相は、委員会にコモンウェルス諸国の民間人戦没者の記録を管理させるというフェビアンの提案を採用し、これを実行した。現在、委員会が管轄する民間人戦没者記録簿 (Civilian War Dead Roll of Honour) には、老若男女合わせて約6万7000名が記されており、1956年より、ウェストミンスター寺院に保管されている。戦局が連合国の優勢に転じると、委員会は、第一次世界大戦における戦没者墓地や記念碑の修繕、および、第二次世界大戦期のコモンウェルス諸国における約60万人の戦没者の追悼に注力することになる。1949年、委員会は、第二次世界大戦の戦没者が初めて埋葬されたディエップカナダ軍戦争墓地 (Dieppe Canadian War Cemetery) を建設したほか、世界各国において559か所の戦争墓地および36基の記念碑の建造に着手した。しかしながら、戦争による労働力の不足や国力の疲弊が世界各国で生じたために、戦争墓地や記念碑の建設計画の完了は1960年代まで待たなければならなかった。

## 埋葬地と記念碑
委員会は現在、第一次世界大戦および第二次世界大戦における世界150か国約169万名の戦死者、第二次世界大戦における約6万7000名の民間人戦没者の追悼、戦争墓地および記念碑の維持管理を管轄している。コモンウェルス諸国において軍役に就いた戦死者は、墓石、埋葬が特定された墓所、または、記念碑に記された個人ごとに追悼されており、委員会は、世界各国に散在する2万3000か所以上の墓所の管理、および、200か所以上に上る記念碑の維持もその職務に含まれている。委員会は現在に至るまで世界各国に約2500か所の集合墓地を建造してきたが、委員会が管轄する埋葬地の大部分は、イギリスに既存している共同墓地であるとされている。委員会は、身元不明の戦没者を埋葬するための慰霊施設も建設しており、その最大のものは、フランス、ソンム県、ティプヴァル近郊にあるティプヴァル・メモリアルである。

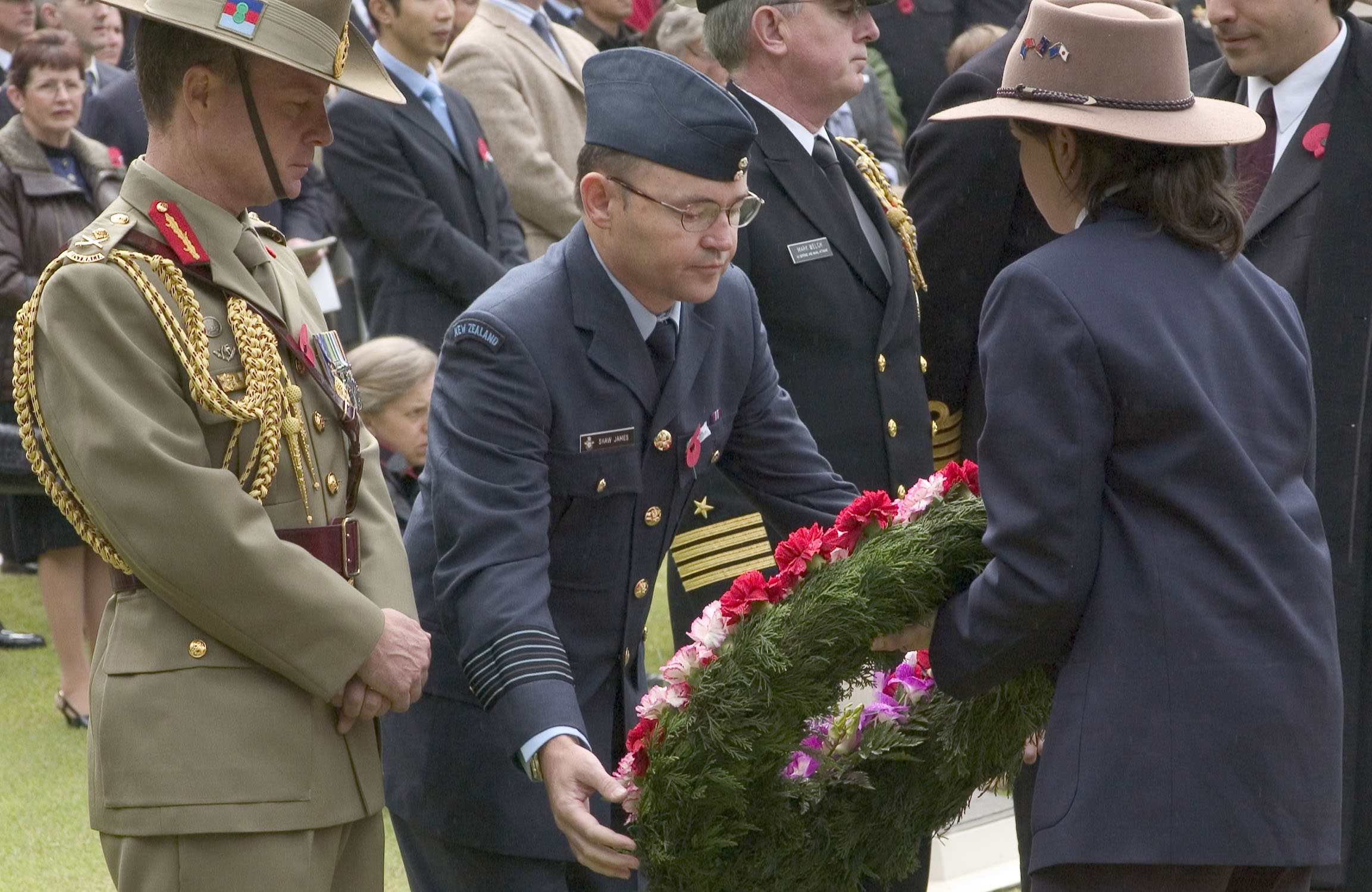
2006年4月25日、日本、神奈川県横浜市保土ケ谷区にある英連邦戦死者墓地にて、ANZACの日を記念するためニュージーランド国防軍代表として花冠を受け取るショー・ジェームス大佐

追悼の対象となる戦死者は、委員会が規定した第一次世界大戦または第二次世界大戦の期間中、コモンウェルス諸国において軍務に就き、または、軍務に起因した結果、亡くなった人物としている。その詳細は以下の通り。
第一次世界大戦
1914年8月4日から1921年8月31日まで
第二次世界大戦
1939年9月3日から1947年12月31日まで
第二次世界大戦における民間人戦没者の対象は、上記の軍役従事者に課される条件によるものと異なり、「敵国の戦闘行為の結果 (as a result of enemy action) 」亡くなった民間人を対象としている。
日本においては、横浜市保土ケ谷区に英連邦戦死者墓地が置かれている。第二次世界大戦後に設けられ、1955年に結ばれた「日本国における英連邦戦死者墓地に関する協定」によって確認されている。関係国要人の来日の際には、献花が行われることもあるほか、毎年4月25日のANZACの日には、追悼式典が行われている。

## 墓地の設計

### 建築

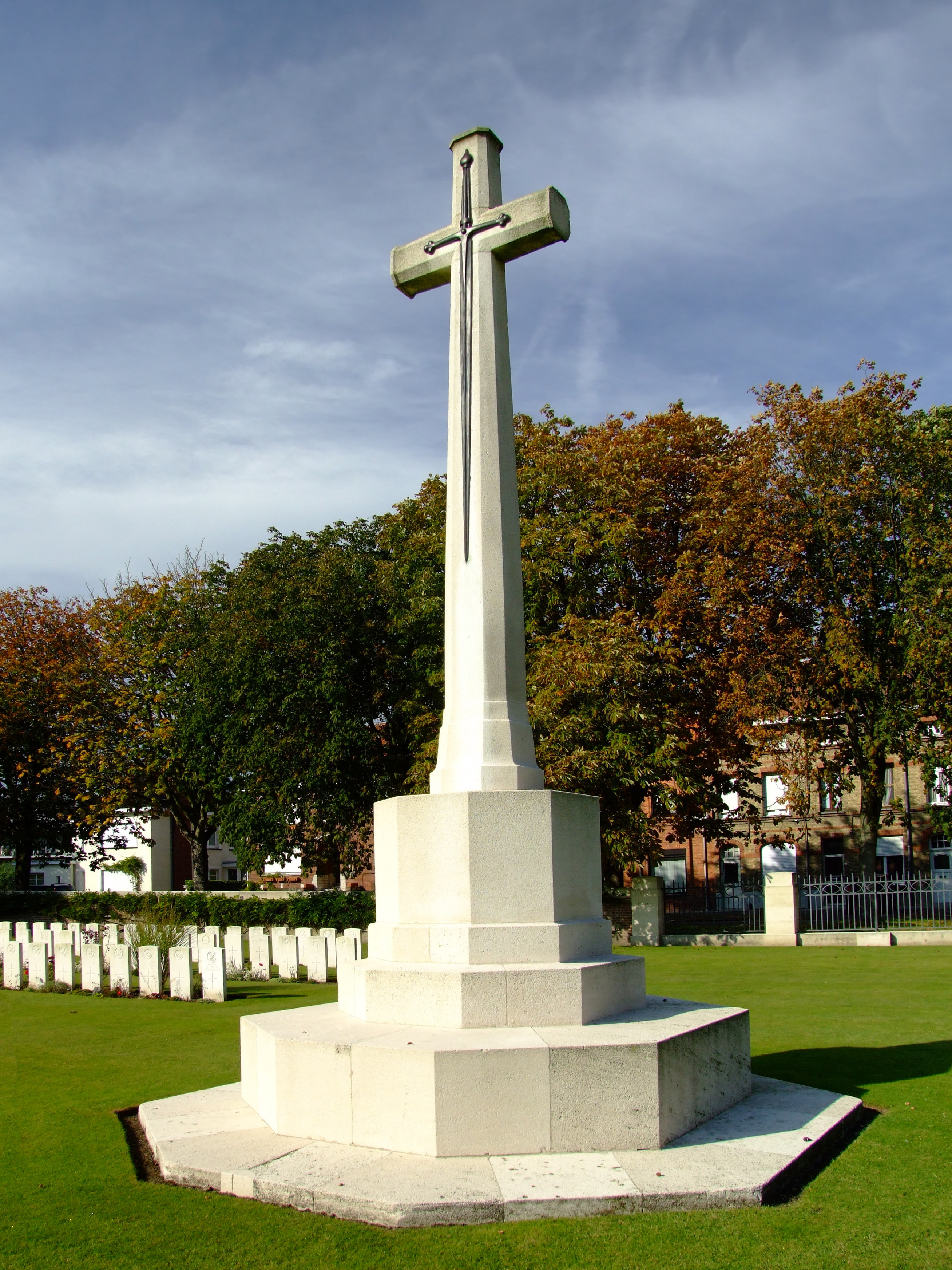
犠牲の十字架

建築物の設計は委員会が管轄する墓地において欠かせない重要な役割を担っている。典型的な集団墓地は鉄門を備えた石造りの壁に囲まれているのが一般的である。小規模の墓地においては、正門の近辺に青銅製の板で封がされた箱が置かれており、その中には、墓地に埋葬された戦没者の氏名、生没年、埋葬場所等の情報が記された一覧表や利用者の記名帳が置かれている。委員会が管理する戦争墓地に置かれた建築物は、埋葬された戦没者の数によって異なっており、40名以上の戦没者が埋葬された墓地には、レギナルド・ブロムフィールドによって設計された「犠牲の十字架」が置かれている。この「犠牲の十字架」は、青銅製の剣が十字架にはめ込まれ、八角形の台座の上に配置されており、戦没者に対する敬意を表している。また、1000名以上の戦没者が埋葬される墓地には、エドウィン・ラッチェン設計による「追憶の石碑」が置かれており、特定の個人のためではなく、その場に眠るすべての犠牲者のために追悼されている。この配置は、パルテノン神殿を研究して生み出されたものとされ、特定の宗教に結びつけないことを意図している。

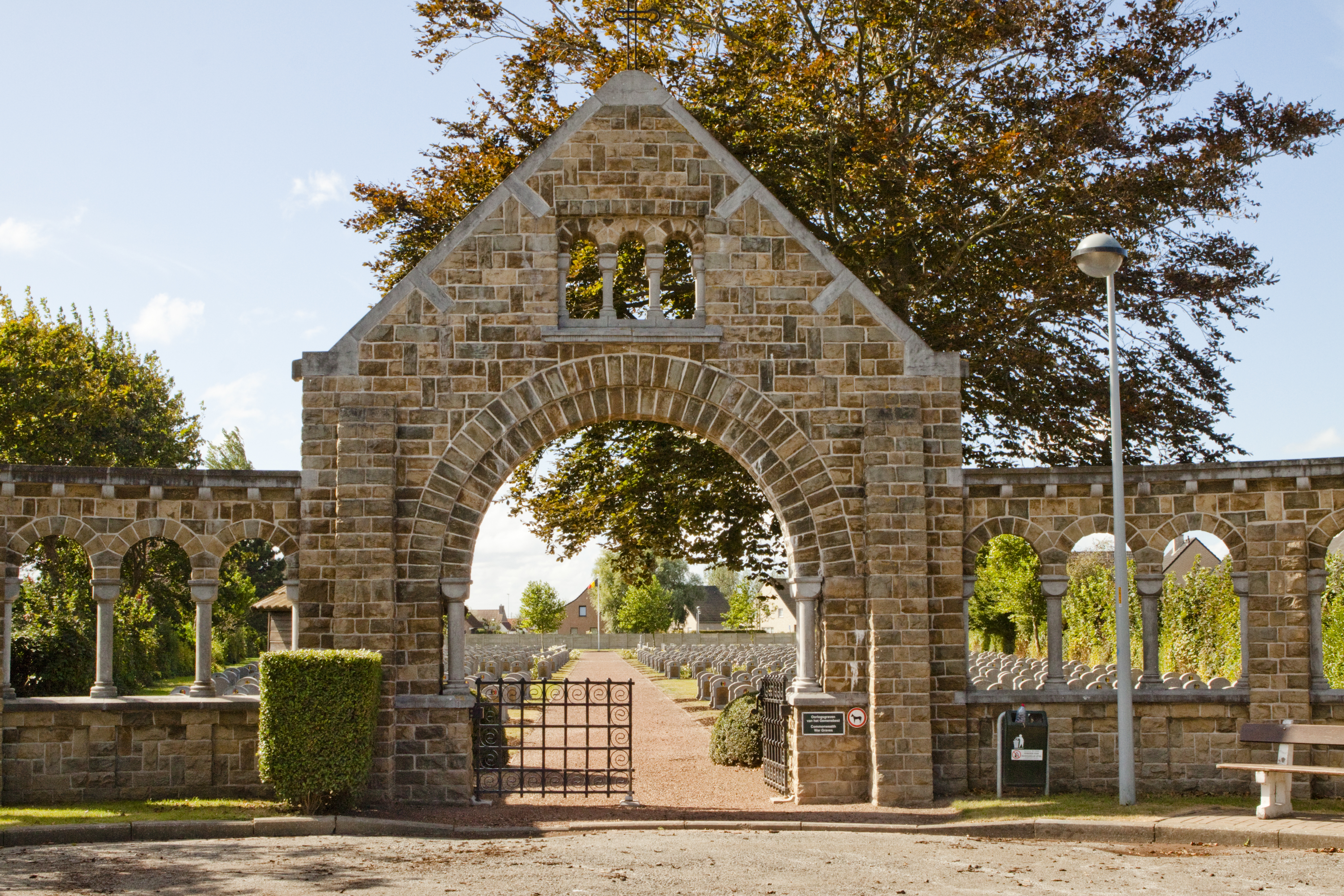
ベルギー、ウェスト＝フランデレン州アディンケルケにある墓地の正門

個人の墓は、他の墓と一列に配置され、墓石も統一されたものを用いられ、その多くはポートランド石を原材料としている。コモンウェルス諸国の戦争墓地に埋葬された個人の墓石は、フランス、ドイツ、アメリカのものと異なり、縦長の長方形をベースとし、その上部を円弧とするものが多い。故人に関係する宗教上のシンボルマークとしては、無神論者または非キリスト教徒を除き、ほとんどの墓石には十字架が刻まれている。一般的な墓石に刻まれた文章として、各々の戦没者の国章、または、徽章 (regimental badge) 、階級、氏名、死亡年月日、年齢、墓地の登録番号などの情報が、故人に関係する宗教上のシンボルマークや戦没者の遺族または関係者によって捧げられた碑文の上に刻まれている。なお、ヴィクトリア十字章が生前または没後に授与された者の墓は、通常の場合に刻まれる徽章の代わりに、ヴィクトリア十字章が刻まれている。委員会が管轄する墓地にある墓石の多くは身元不明の戦没者のものであり、遺体の一部とされるものが埋葬されている。

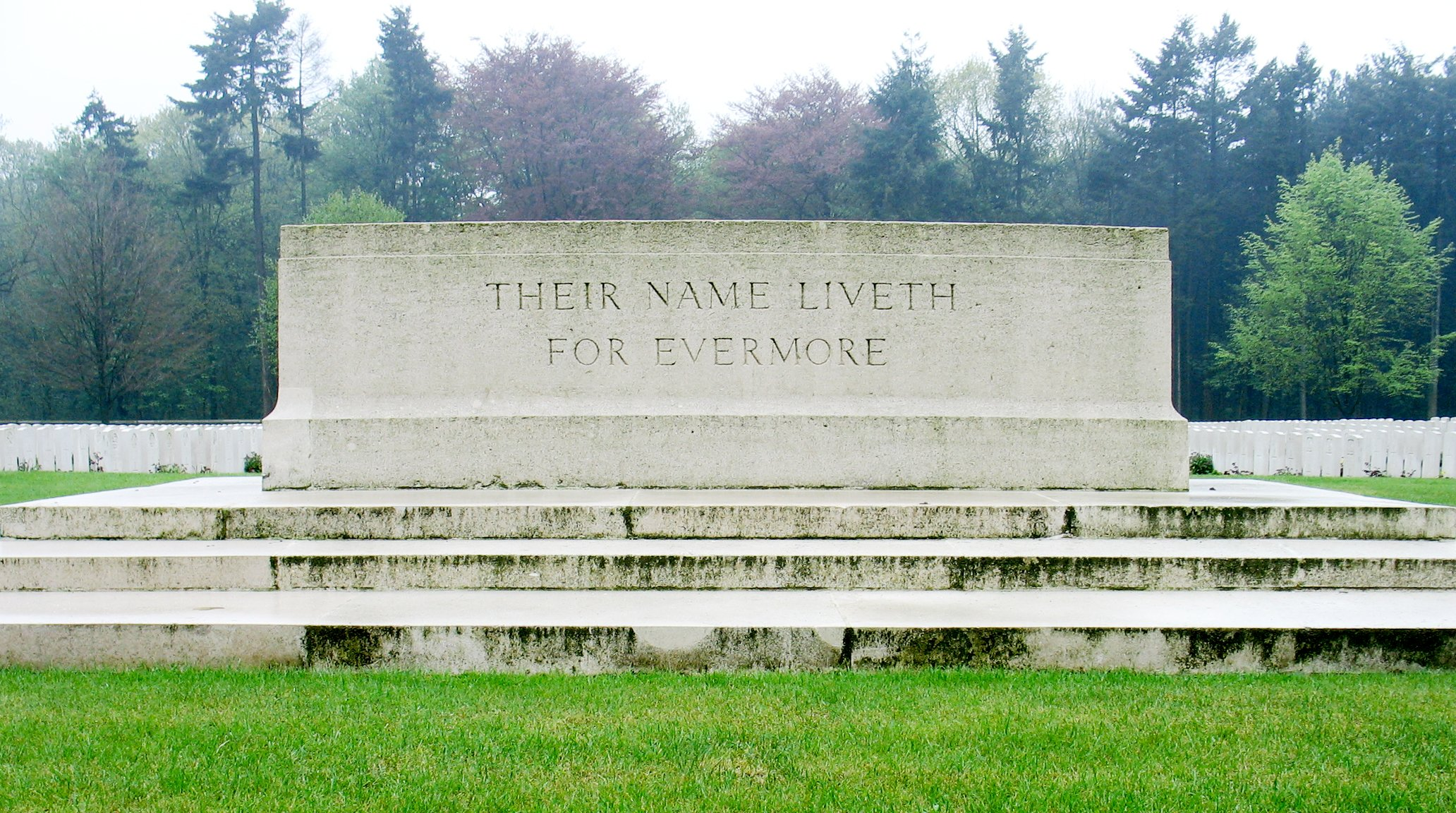
追憶の石碑

タイやトルコのように、激しい気象条件や地震にさらされる墓地においては、一般の墓地で用いられる墓石の代わりに、石材で補強された台座に戦没者が記銘されており、自立して建立される「犠牲の十字架」は、石壁に十字架を彫刻することによって、その代わりとしている。これらの方法は、石造りの構造物が地震や水分を含んだ地面の影響によって倒壊することを防ぐ目的のために用いられている。ギリシャにあるストルマ軍人墓地では、地震による影響を避けるため、比較的小さな墓石が地面に配置されている。墓石そのものが小さいため、これらの墓石には、通常、記載される戦没者の所属を示す記章が省かれている。

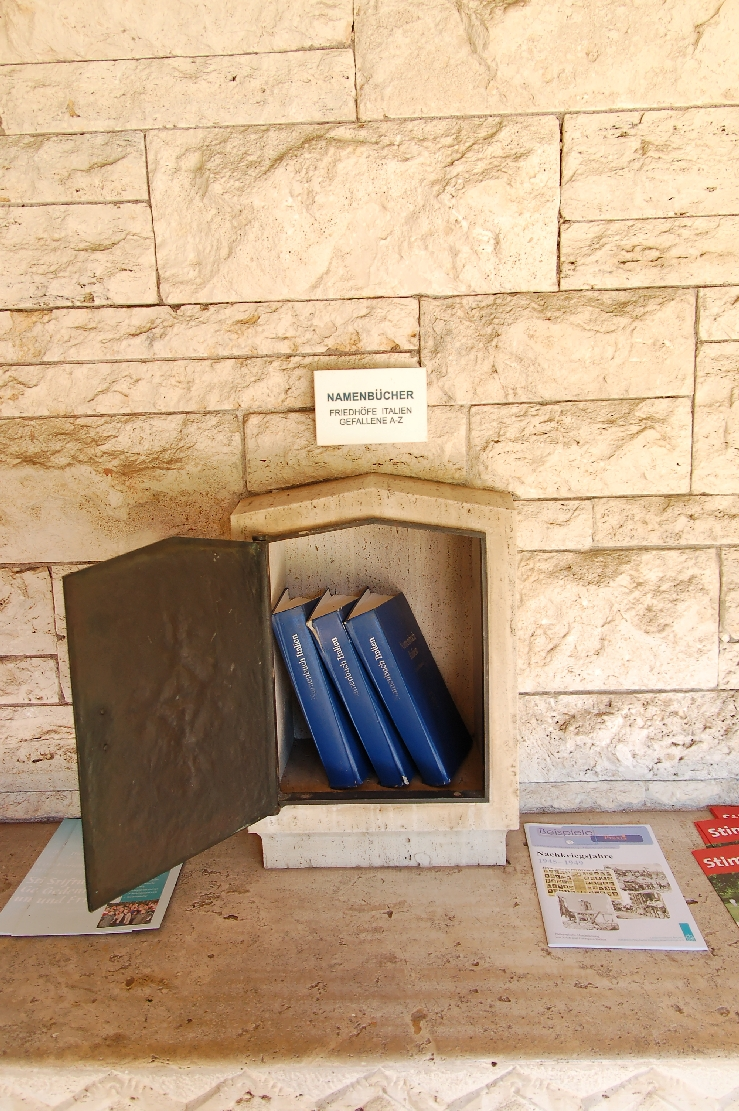
イタリア、ローマ県、ポメーツィア近郊にある軍人墓地にて、記録簿が保管された、青銅製の扉付きの箱の内部の様子

### 園芸
委員会が管理する墓地は、墓地の設計の一部として草花の園芸が行われる点で独特な存在となっている。園芸の基本的概念は、来訪者が訪れる空間において、来訪者に心地よい安らぎを感じてもらうことを趣旨としており、従来の荒涼とした墓地のイメージとは対比されるものであった。委員会は、ロンドン南西部にある王立植物園のキューガーデンの副館長によるアドバイスを受け、植物の植生に適した墓地の配置、建築物を作り出すことに成功した。しかしながら、建築学的要素と園芸学的要素を兼ね備えた墓地の設計は、当時の委員会に所属する建築家にとって未知の存在であった。

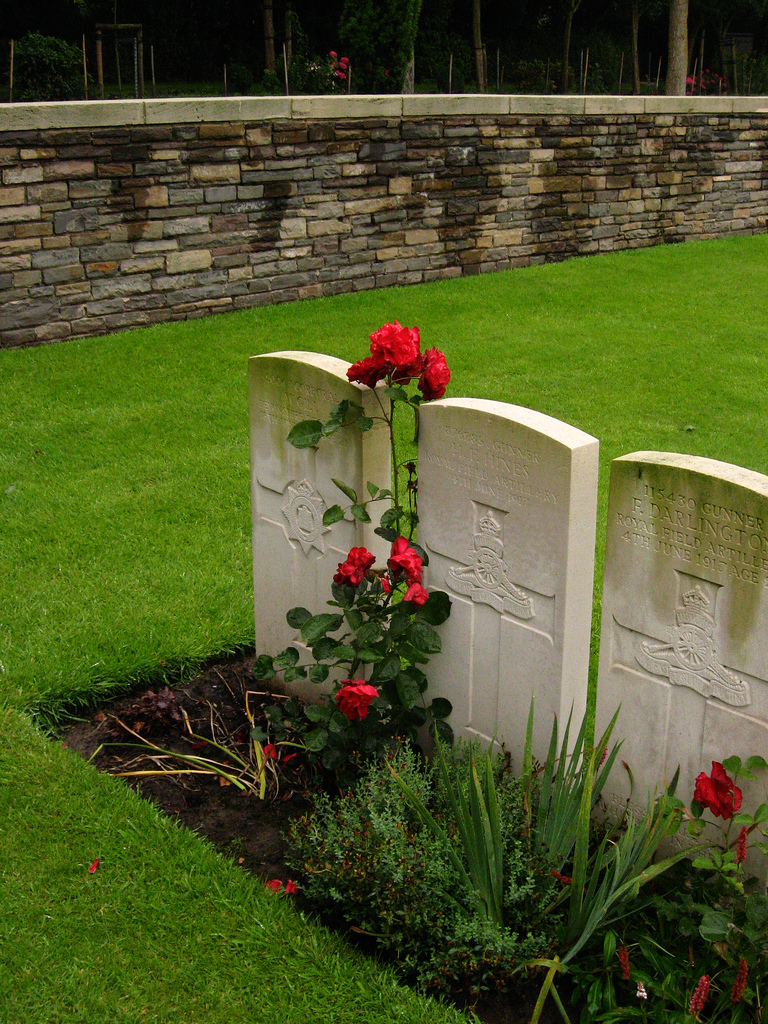
ベルギー、メニンロード南部軍人墓地にあるバラが捧げられた墓石

建築家のエドウィン・ラッチェンは、従来から仕事において交流があった園芸家のガートルード・ジーキルとの関係を深め、新たな戦争墓地の建設計画に必要となる園芸学の協力者を得た。ラッチェンの協力者となったジーキルは、伝統的なコテージ・ガーデンの園芸に精力的に取り組み、彼女が育てたバラは、墓地のイメージの向上に影響を与えたとされている。また、計画の実現性に疑問点があったものの、イギリスに原産する植物を墓地の園芸に用いることで、故郷の庭の感傷的な情景を深めようとする計画があったといわれている。
墓地に配置された花々のレイアウトは一様ではなく、高さが異なり、時節に応じて咲くなど、変化に富んでいるが、これは、園芸学上の判断に基づいて配置されたものである。墓石の土台部分はバラのフロリバンダや多年生植物が植えられている。丈が短い植物は、墓石に刻まれた碑文を覆い隠さず、また、雨天における泥水の跳ね返りを防ぐ目的のため、墓石の正面に植えられている。台座部分に戦没者の墓標が記された墓地においては、墓標が隠れないよう、極小の植物種が代わりに植えられている。
墓石の列の間の小道を舗装しないことによって、余計な装飾を施さない墓地の設計の素朴性に貢献している。また、芝が植えられた小道は、墓地が持つ独特の雰囲気をより深めさせている。気候が異なる国や地域にある墓地においては、園芸の手法もその風土に合わせたものが求められている。通常、芝生の植生を維持するため、雨量が少ない国が乾期に入った際に灌漑が行われている。しかし、灌漑設備が不十分な土地では、委員会に所属する園芸家によって、乾燥地帯そのものが持つ風景を墓地の景観に取り入れることがある。このように、乾燥地帯にある墓地の園芸には、通常の芝生による景観の作り込みに限定されず、他の植物や植付の方法を求めるなど、異なったアプローチが要求される。この考え方は熱帯地域にある墓地の園芸手法にも取り入れられている。

## 財政

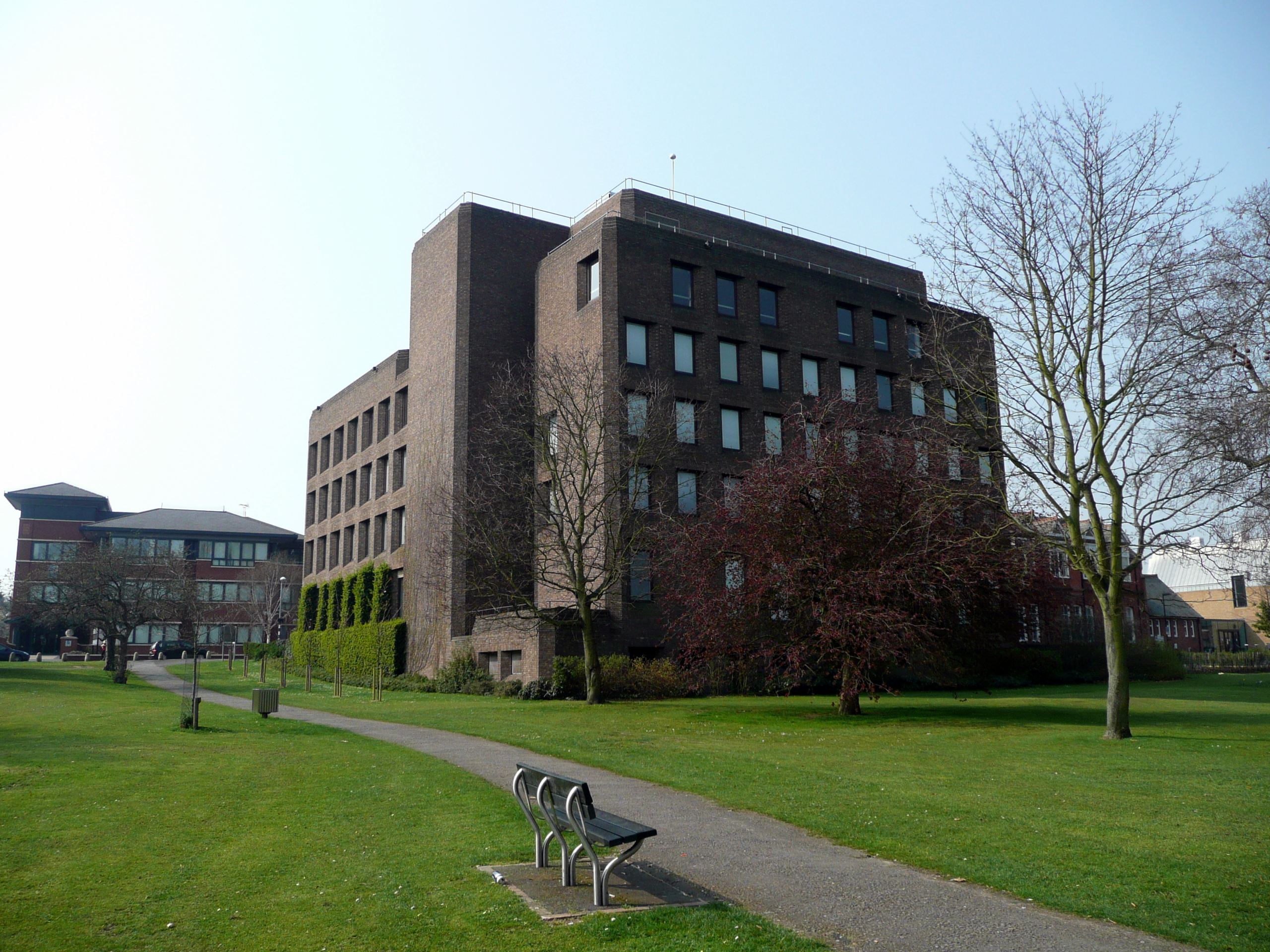
イギリス、メイデンヘッドに置かれているコモンウェルス戦争墓地委員会本部

コモンウェルス戦争墓地委員会の活動は、委員会に加盟する国家からの助成金によって、その大部分が賄われている。2011年会計年度における加盟国の助成金総額は5535万ポンドに上った。加盟国各国の助成金拠出額は、委員会によって維持管理されている墓地の数に基づいて算出されている。その詳細は以下の通り。
| 国家                              | 助成金額 (単位:100万ポンド) | 割合(%) |
| --------------------------------- | --------------------------- | ------- |
| イギリス                          | 43.41                       | 78.43   |
| カナダ                            | 5.57                        | 10.07   |
| オーストラリア                    | 3.34                        | 6.05    |
| ニュージーランド                  | 1.18                        | 2.14    |
| 南アフリカ                        | 1.16                        | 2.11    |
| インド                            | 0.66                        | 1.20    |
| 出典:コモンウェルス戦争墓地委員会 |                             |         |

## 墓地の破壊行為
コモンウェルス戦争墓地委員会が管轄する墓地は全人類的見地に立ち、政治的主張が行われてはならない場所として配慮されており、ヴァンダリズムなどの破壊行為や墓所に対する冒とく行為は極めて稀なことであるとされている。そのため、そのような行為が行われた場合、コモンウェルス諸国においてニュースとして取り扱われることがある。
ナチス・ドイツのフランス侵攻後、フランス、パ＝ド＝カレー県にあるアラス地域を管轄していたイギリス大陸派遣軍 (BEF) の退却により、同地域のヴィミーに所在する、第一次世界大戦のヴィミー山稜の戦いにおけるカナダ人兵士を追悼するヴィミー・メモリアルの管理状態が不明となった。その後、ナチス・ドイツにより破壊されたのではないかという疑念が連合国の間で浮上した。この疑惑に対し、ナチス・ドイツはこれを否定する声明を発表したと伝えられている。
2003年3月20日にアメリカを主体とする有志連合がイラクに侵攻したイラク戦争に対する抗議の意味合いとして、フランス北部のセーヌ＝マリティーム県にあるエタプル軍人墓地の中央記念碑が、落書きがされているのが発見された。この行為に対して、コモンウェルス戦争墓地委員会フランス支部の前支部長（当時）のティモシー・リーブスは不快感を示したとBBCは伝えている。また、イラク戦争に伴うサッダーム・フセインによる委員会関係者の入国禁止措置によって、委員会がイラクにおいて管理していた湾岸戦争における戦死者を追悼する戦争墓地の管理が、戦争中、行き渡らずにいたために、荒廃する事態となった。
2004年5月9日、パレスチナガザ地区のガザにある戦争墓地において、33基の墓石が何者かに破壊されているのが発見された。報道によると、アブグレイブ刑務所における捕虜虐待に対する抗議活動として行われたとされている。
2008年11月、オーストラリア、ニューサウスウェールズ州ウォガウォガにあるウォガウォガ戦争墓地において、19基の墓石が破壊された。2009年4月1日、7500豪ドルの費用で19基の墓石の修復にあたり、墓石の破壊行為を行った者の逮捕に繋がる有力な情報を求めるため、地元警察は1万豪ドルの報奨金を設定し、捜査に当たっている。
2009年3月末、オーストラリア、ニューサウスウェールズ州オルベリーにあるオルベリー戦争墓地において、8基の墓石が破壊されているのが、オーストラリア戦争墓地局の職員によって発見された。墓石の交換費用に計1万6000豪ドル、墓石の交換作業として約8週間かかる見込みであるとされている。
2012年2月24日、アフガニスタンのバグラムNATO軍基地においてイスラム教の聖典であるクルアーンが焼却された問題に対する抗議活動として、リビア、ベンガジにある戦争墓地に暴徒が乱入し、複数の墓石や記念碑が破壊された。

## 近年のプロジェクト
2012年現在、第一次世界大戦が勃発した1914年から現在までのすべての軍務に就いた人々の墓所や記念碑を写真に撮影し、公衆に利用可能な形で提供するプロジェクトが進行している。この計画は、コモンウェルス戦争墓地委員会の協力の下、戦争墓地写真プロジェクトによって実行されている。2012年10月現在、175万301枚の写真が同プロジェクトにおいて管理されている。
2008年にDNAを用いた考古学的調査が始まって以来、委員会は、イギリスおよびオーストラリアの関係当局との協力の下、第一次世界大戦のフロメルの戦いにおける個人が特定されない戦死者が埋葬された集団墓地から、およそ250名から400名の戦死者を識別する作業を始めている。識別作業は2009年5月から始まり、2010年3月現在、250名の身元不明の遺体を調査した結果、212名の所属が判明した（内訳:オーストラリア軍所属210名、イギリス軍所属2名）。210名のオーストラリア軍兵士のうち、110名の身元が判明し、2名のイギリス軍兵士は身元不明であるとされている。
2005年より、南アフリカにある第二次ボーア戦争におけるイギリス軍兵士の戦没者が埋葬された墓所および記念碑は、委員会の管轄に置かれ、埋葬された2万4000名の戦死者の墓所の改修作業も並行して行われている。